# Venus del espejo

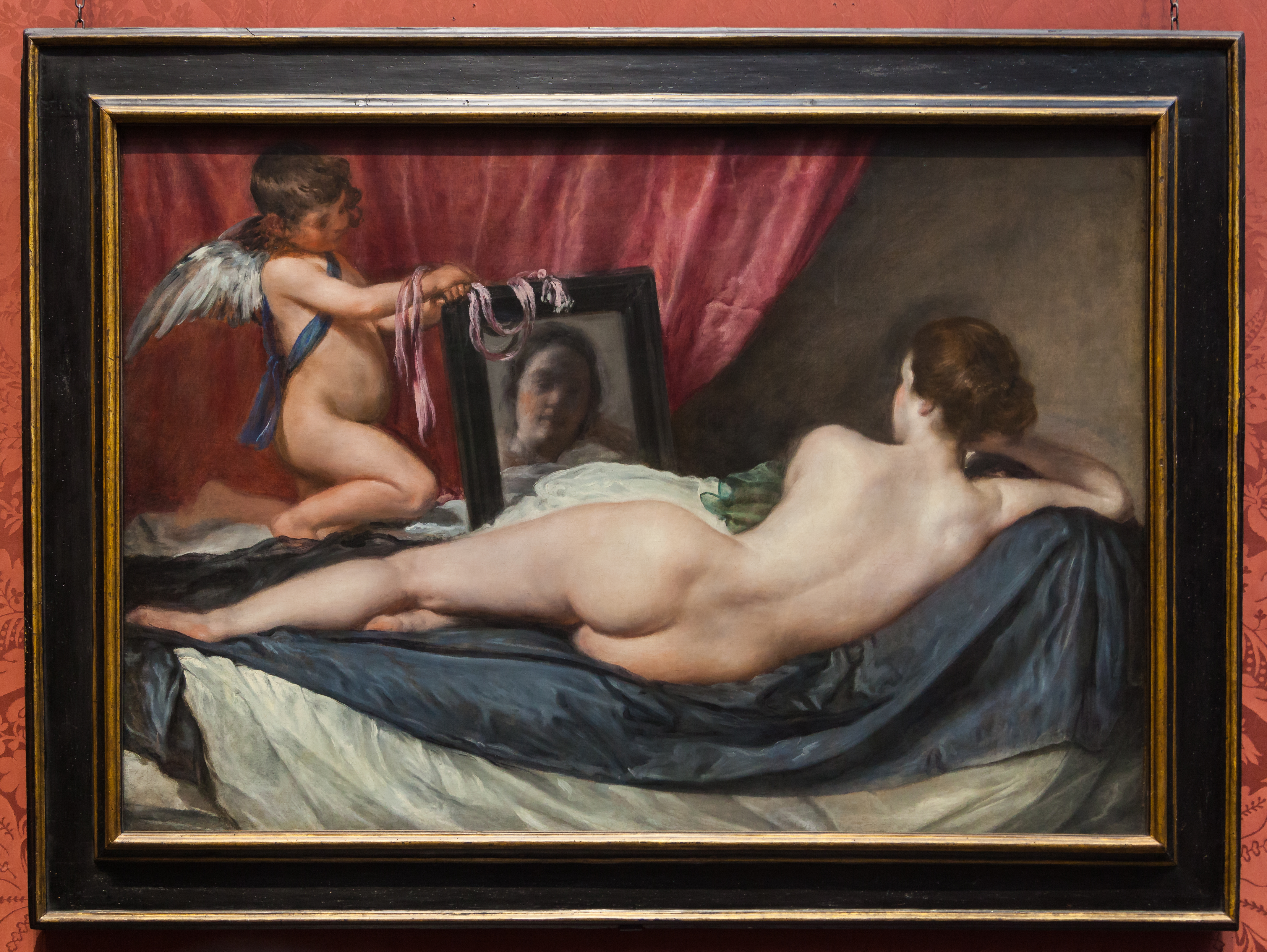
Imagen del cuadro con marco en la National Gallery de Londres.

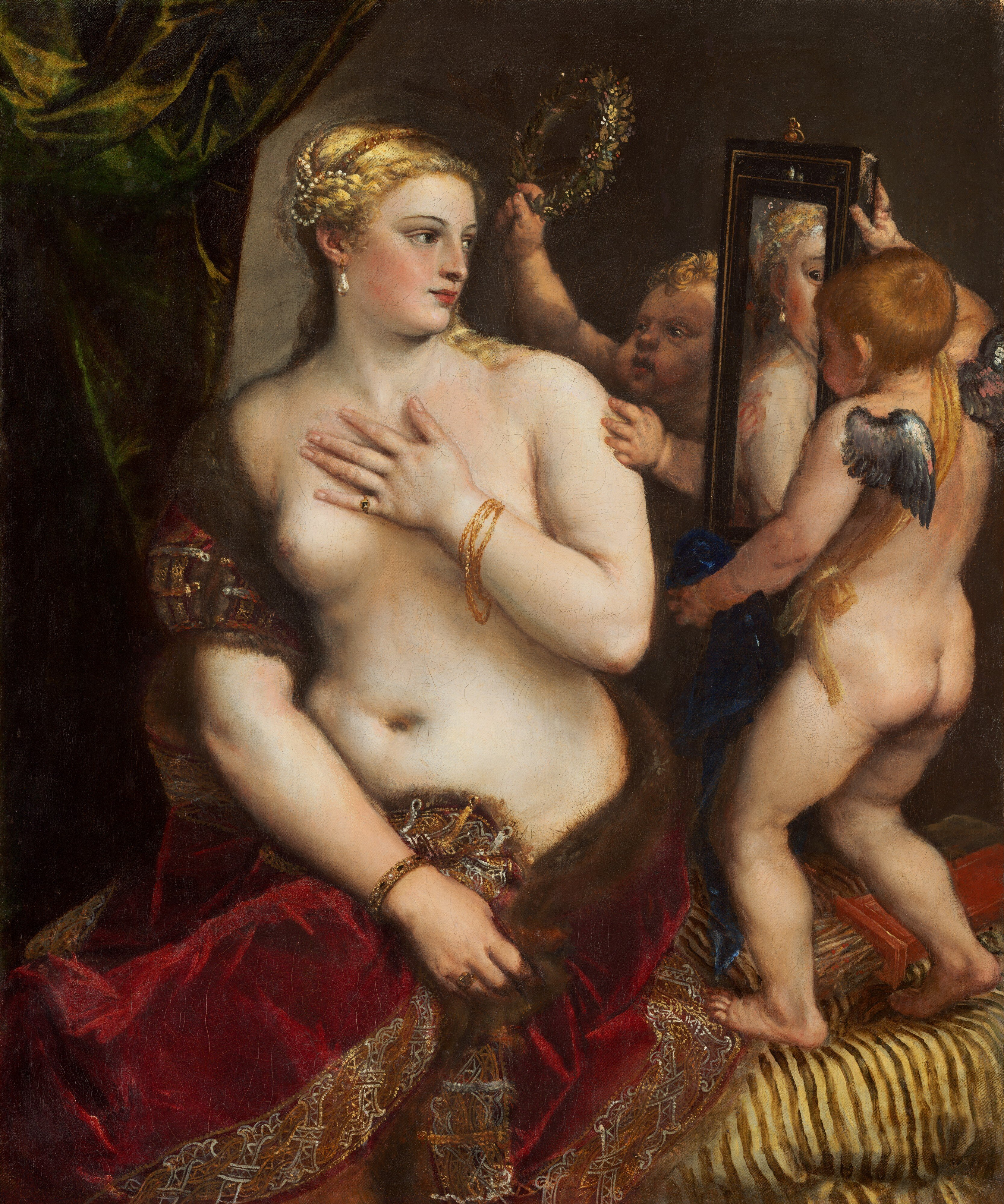
Tiziano: Venus con un espejo, h. 1555, es un temprano ejemplo de Venus representada en su baño con Cupido. En esta pintura, Venus se sienta recta.

La Venus del espejo es un cuadro de Velázquez (1599-1660), el pintor más destacado del Siglo de Oro español. Actualmente se encuentra en la National Gallery de Londres, donde se la denomina The Toilet of Venus o The Rokeby Venus. El sobrenombre «Rokeby» proviene de que durante el siglo XIX estuvo en el Rokeby Hall de Yorkshire.
El cuadro perteneció a la casa de Alba y posteriormente a Manuel Godoy, en cuya época seguramente se conservaba en el Palacio de Buenavista (Madrid). En los momentos convulsos a la entrada del ejército napoleónico en España durante la Guerra de la Independencia, diversos marchantes extranjeros que operaban en el país se hicieron con numerosas obras de arte mediante operaciones legales o a través del comercio encubierto, entre ellas la Venus del espejo, que acabaría en Inglaterra.
La obra representa a la diosa Venus en una pose erótica, tumbada sobre una cama y mirando a un espejo que sostiene el dios del amor sensual, su hijo Cupido. Se trata de un tema mitológico al que Velázquez, como es usual en él, da trato mundano. No trata a la figura como a una diosa sino, simplemente, como a una mujer. Esta vez, sin embargo, prescinde del toque irónico que emplea con Baco, Marte o Vulcano.

## Historia

### Datación

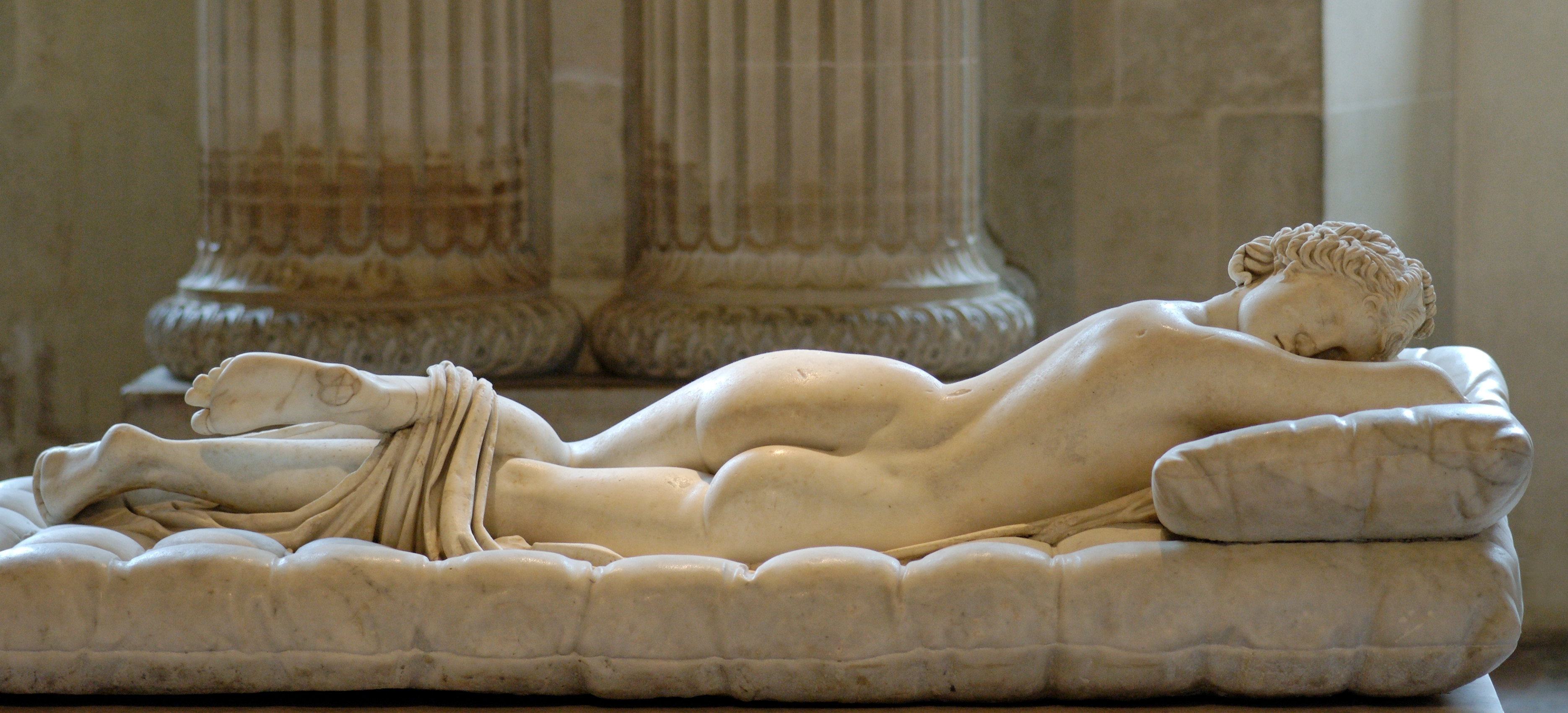
El Hermafrodito durmiente, una antigua copia romana, excavada hacia 1608–20, de un original helenístico, actualmente en el Museo del Louvre. Cuando Velázquez estuvo en Roma, encargó un molde de bronce de la obra para Madrid.

No se sabe con certeza cuándo fue pintado. Algunos señalan el año 1648, antes de su segundo viaje a Italia; otros se inclinan por su realización durante ese segundo y último viaje a Italia, entre los años 1649-1651. La página web de la National Gallery y otros autores hablan hacia 1647-1651.
La Venus del espejo se reputó durante mucho tiempo como una de las últimas obras de Velázquez. En 1951, se descubrió citada en un inventario de 1 de junio de 1651 en la colección particular de Gaspar de Haro y Guzmán (1629-1687), marqués del Carpio, un cortesano estrechamente relacionado con el rey Felipe IV de España. Haro era sobrino-nieto del primer mecenas de Velázquez, el Conde-Duque de Olivares, y un conocido libertino. Según el historiador de arte Dawson Carr, Haro «amaba la pintura casi tanto como amaba a las mujeres», e «incluso sus defensores lamentaban su excesivo gusto por las mujeres de clase baja durante su juventud». Por estas razones, parece probable que él hubiera encargado la pintura. Si estaba inventariado en 1651, el lienzo no podía ser posterior al segundo viaje de Velázquez a Italia, del que retornó en junio de ese año, pudiendo haberlo pintado allí a fines de 1650 o principios de 1651 y remitido a España antes del regreso del artista. Sin embargo, en 2001 el historiador de arte Ángel Aterido descubrió que la pintura había pertenecido antes al marchante y pintor madrileño Domingo Guerra Coronel, y que fue vendida a Haro en 1652 después de la muerte de Coronel el año anterior. La propiedad de Coronel sobre la pintura suscita una serie de cuestiones: cómo y cuándo pasó a ser posesión de Coronel y por qué el nombre de Velázquez se omitió en el inventario de Coronel. El crítico de arte Javier Portús ha sugerido que la omisión pudo deberse a que se trataba de un desnudo femenino, «un tipo de obra que estaba cuidadosamente supervisada y cuya difusión se consideraba problemática».
Estas revelaciones hicieron que la pintura fuese difícil de datar. La técnica pictórica de Velázquez no ofrece ayuda, aunque su fuerte énfasis en el color y en el tono sugieren que la obra pertenece a su periodo de madurez. Las mejores estimaciones de su origen señalan su terminación a finales de los años 1640 o principios de los años 1650, bien en España, bien durante el último viaje de Velázquez a Italia. Si este fuera el caso, entonces la espontaneidad y fluidez de ejecución, la disolución de la forma puede considerarse que marcan el comienzo del periodo final del artista. El consciente modelado y los fuertes contrastes tonales de su obra anterior están reemplazados aquí por una contención y sutileza que culminaría en su última obra maestra, Las Meninas.

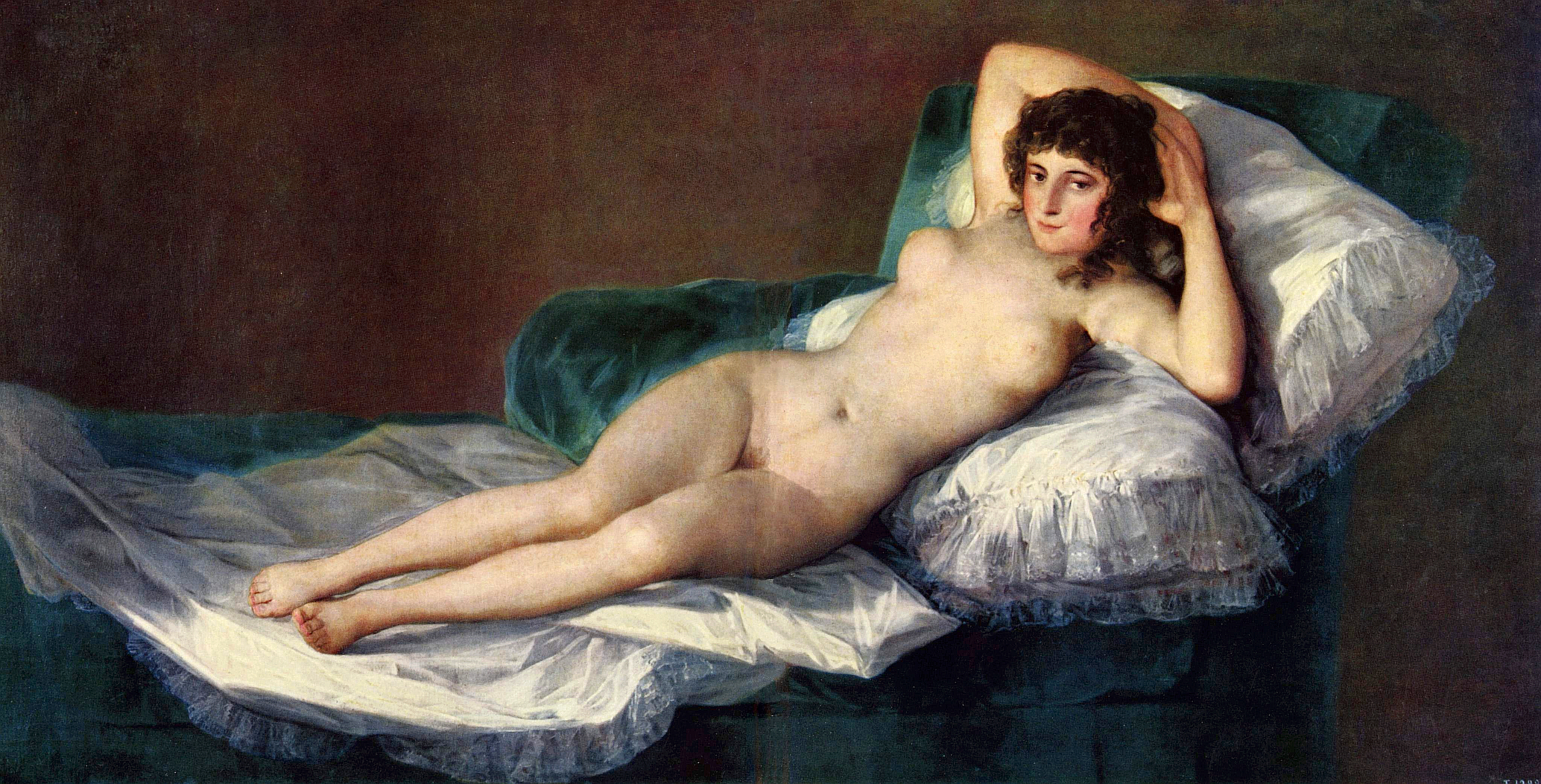
Francisco de Goya, La maja desnuda, h. 1797-1800, Museo del Prado.

### Propietarios
Como ya se ha señalado, la pintura aparece inventariada en el año 1651 entre los bienes de Gaspar de Haro y Guzmán y pasó luego a su hija, Catalina de Haro y Guzmán, la octava marquesa del Carpio, y su esposo, Francisco Álvarez de Toledo, el X duque de Alba. Estuvo desde 1688 a 1802 en poder de la casa de Alba. En 1802, Carlos IV ordenó a la familia que vendiera la pintura (junto con otras obras) a Manuel Godoy, su favorito y primer ministro. Este la colgó en su residencia entonces, el Palacio del Marqués de Grimaldi (vecino a la calle Bailén), junto con dos obras maestras de Francisco de Goya: La maja desnuda y La maja vestida, que posiblemente fueron encargadas por el propio Godoy. Estos lienzos tienen obvias similitudes compositivas con la Venus del espejo, aunque a diferencia de Velázquez, es obvio que Goya pintó su desnudo en un intento calculado de provocar vergüenza y disgusto en el clima relativamente poco ilustrado de la España dieciochesca.
La Venus hubo de estar colgada en el llamado palacio de Godoy durante unos pocos años, hasta que el primer ministro se mudó al palacio de Buenavista, en la plaza de Cibeles. 
Durante la Guerra de la Independencia Española, el cuadro desapareció del palacio de Godoy, en el marco del expolio artístico, y pasó por manos de George Augustus Wallis, pintor británico, que trabajaba en España como agente de William Buchanan, un importante marchante de arte, que lleva la pintura a Inglaterra en 1813.
En octubre de 1813, Buchanan había ofrecido acciones en un paquete de veinticuatro pinturas principales de colecciones españolas a coleccionistas ingleses adinerados, quienes podrían comprarlas ellos mismos o compartir las ganancias de las ventas a otros en Londres. El cuadro de Venus fue uno de ellos. Fue adquirida (por quinientas libras, y por consejo de su amigo Thomas Lawrence) por John Morritt, quien la colgó en su casa de Rokeby Park, Yorkshire. Después fue vendida a Agnew and Son.
El Fondo de las Colecciones de Arte Nacionales, por entonces recientemente creado, adquirió la obra en 1906 por 45 000 libras, para la National Gallery, siendo su primera adquisición triunfal. El rey Eduardo VII admiró grandemente la pintura y anónimamente proporcionó 8 000 libras al fondo para su compra, y se convirtió en Patrón del Fondo en adelante.

### Ataque de 1914
El 10 de marzo de 1914, el lienzo fue atacado con un hacha corta de carnicero por Mary Richardson, una sufragista militante británica de origen canadiense. Su acción fue aparentemente provocada por el arresto de la compañera sufragista Emmeline Pankhurst el día anterior, aunque había habido avisos precedentes de un ataque sufragista planeado sobre la colección. Richardson dejó siete cortes en la pintura, causando daño en la zona entre los hombros de la figura. Sin embargo, todos fueron reparados con éxito por el restaurador jefe de la National Gallery, Helmut Ruhemann. Richardson fue sentenciada a seis meses de prisión, el máximo permitido por la destrucción de una obra de arte. En una declaración que hizo a la Unión Social y Política de las Mujeres poco después, Richardson explicó: «He intentado destruir la pintura de la más bella mujer en la historia de la mitología como una protesta contra el Gobierno por destruir a la Sra. Pankhurst, quien es la persona más hermosa de la historia moderna.» Añadió en una entrevista de 1952 que a ella «no le gustaba la manera en que los visitantes masculinos la miraban boquiabiertos todo el día».
La escritora feminista Lynda Nead ha observado que, aunque «el incidente ha llegado a simbolizar una percepción particular de actitudes feministas frente al desnudo femenino, en cierto sentido, ha acabado representando una determinada imagen estereotipada del feminismo en general».  Informes contemporáneos al incidente ponen de manifiesto que la pintura no se miraba en general de una manera puramente humanista e ilustrada. Los periodistas tendían a hablar del ataque en términos de asesinato (Richardson recibió el apodo de Slasher Mary, esto es, María la Acuchilladora), y usaron palabras que evocaban heridas infligidas a un cuerpo femenino auténtico, más que a la representación pictórica de un cuerpo femenino. The Times, en un artículo que contenía datos fácticos erróneos respecto a la procedencia de la pintura, describió «una cruel herida en el cuello», así como incisiones en los hombros y la espalda.
A la pintura se le hizo una gran limpieza y restauración en 1965-66, lo que demostró que estaba en buenas condiciones y con muy poca pintura añadida más tarde por otros artistas, al contrario de lo que algunos primeros escritores habían afirmado. José López-Rey se mostró crítico con esta restauración, señalando que fue «limpiado exageradamente y restaurado en exceso».

### Ataque de 2023
La pintura fue atacada nuevamente el 6 de noviembre de 2023 por dos activistas climáticos de Just Stop Oil que rompieron su cristal protector con martillos exigiendo el fin de las nuevas licencias de petróleo y gas en el Reino Unido. Los activistas fueron detenidos y el cuadro retirado de la exposición para la evaluación de sus posibles daños. Un mes después, la obra fue repuesta en su sala habitual.

## Análisis del cuadro

### Descripción

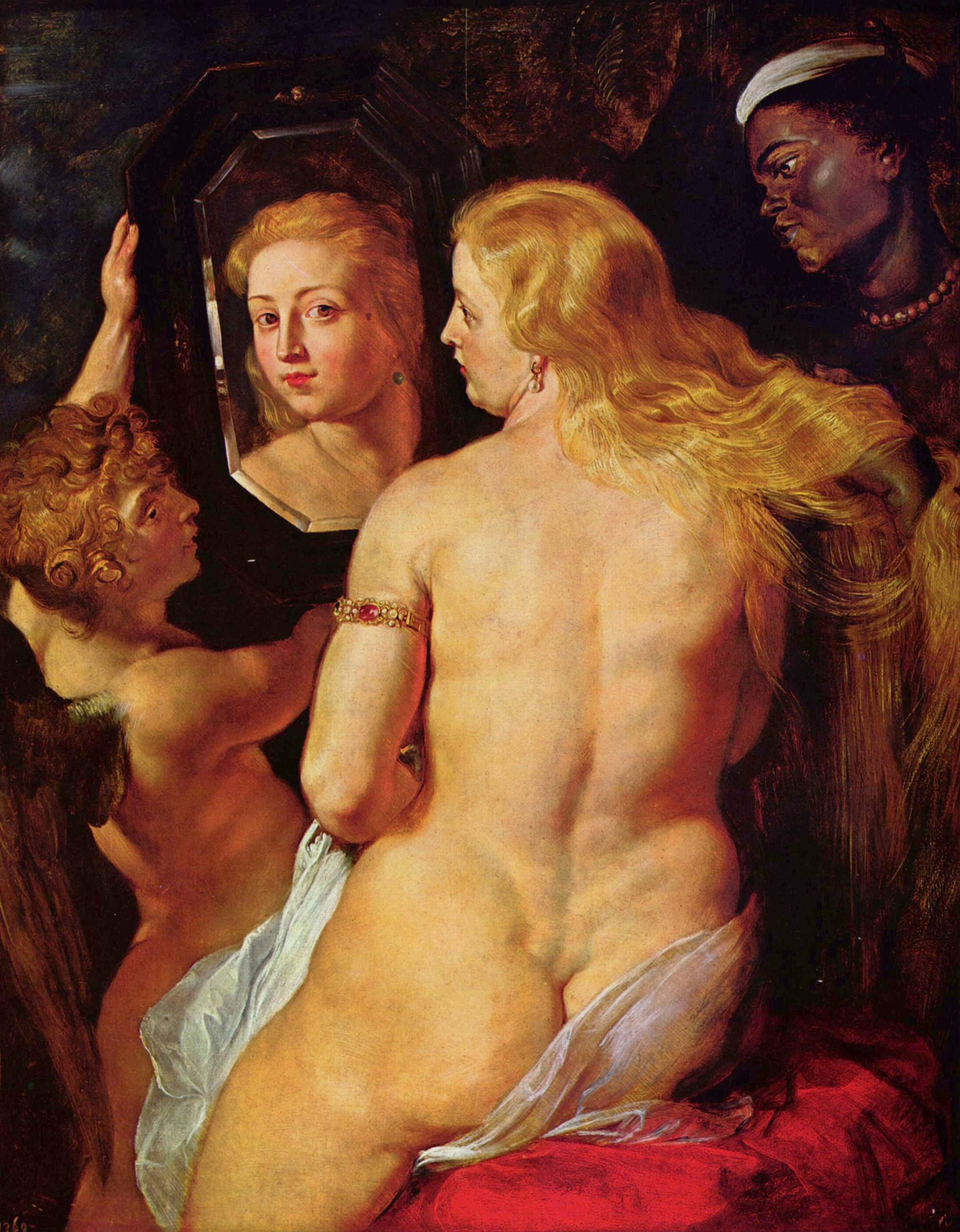
Peter Paul Rubens: Venus del espejo, h. 1614-15, muestra a la diosa con su pelo tradicionalmente rubio. Como la Venus de Velázquez, la imagen reflejada de la diosa no encaja esa porción de su cara visible sobre el lienzo. En contraste con la exquisita y «redondeada» forma ideal de Rubens, Velázquez pintó una figura femenina más delgada.

La Venus del espejo representa a la diosa romana del amor, la belleza, y la fertilidad reclinada lánguidamente en su cama, con la espalda hacia el espectador —en la Antigüedad, el retrato de Venus de espaldas fue un motivo erótico visual y literario común y con sus rodillas dobladas. Se muestra sin la parafernalia mitológica que normalmente se incluye en representaciones de la escena; están ausentes las joyas, las rosas y el mirto. A diferencia de la mayor parte de los retratos previos de la diosa, que la muestran con cabellera rubia, la Venus de Velázquez es morena. Cuando la obra se inventarió por vez primera, fue descrita como «una mujer desnuda», probablemente debido a su naturaleza controvertida.
La figura femenina puede identificarse con Venus debido a la presencia de su hijo, Cupido. Este aparece sin sus acostumbrados arco y flechas. Cupido, gordito e ingenuamente respetuoso, incluso vulgar, tiene en sus manos una cinta rosa de seda que está doblada sobre el espejo y se riza sobre su marco. Su función ha sido objeto de debate por los historiadores del arte. En general, se cree que sería una especie de atadura, un símbolo del amor vencido por la belleza. Esta es la interpretación que le dio el crítico Julián Gallego, quien entendió que la expresión facial de Cupido era melancólica, de manera que la cinta sería unos grilletes que unían a este dios con la imagen de la belleza, así que le dio a la pintura el título de Amor conquistado por la Belleza. Se ha sugerido también que puede ser una alusión a los grilletes usados por Cupido para atar a los amantes, también que se sirvió para colgar el espejo, e igualmente que se había empleado para vendar los ojos a Cupido unos momentos antes.
El elemento más original de la composición es el espejo que sostiene Cupido, en el que la diosa mira hacia afuera, al espectador de la pintura a través de su imagen reflejada en el espejo. Este hecho de que Venus esté viendo al espectador a través del espejo representa «la idea de la conciencia de la representación, muy característica de Velázquez». Y el espectador, a su vez, puede ver en el espejo el rostro de la diosa, difuminado por el efecto de la distancia, y solo revela un vago reflejo de sus características faciales. La imagen borrosa es una contradicción barroca, puesto que Venus es la diosa de la belleza, pero esta no se distingue bien. El aspecto borroso del rostro ha llevado a pensar que realmente es una mujer fea o vulgar, una aldeana en vez de una diosa, lo que algunos críticos entienden como alusión a la capacidad engañosa de la belleza. La crítica Natasha Wallace ha aludido a la posibilidad de que la cara no distinguida de Venus sea la clave del significado oculto de la pintura, en el sentido de que «no se pretende que sea un desnudo femenino concreto, ni siquiera como un retrato de Venus, sino como una imagen de la belleza absorta en sí misma». Según Wallace, «No hay nada espiritual en el rostro o en la pintura. El ambiente clásico es una excusa para una sexualidad estética muy material, no del sexo en sí, sino una apreciación de la belleza que conlleva atracción.»
Los pliegues de las sábanas de la cama se hacen eco de la forma física de la diosa, y se presentan para enfatizar las dramáticas curvas de su cuerpo. La composición usa principalmente tonos de rojo, blanco, y gris, empleados incluso en la piel de Venus; aunque el efecto de este simple esquema cromático ha sido muy alabado, recientes análisis técnicos han demostrado que la sábana gris era en origen un «malva intenso», que actualmente se ha apagado. Los colores luminiscentes usados en la piel de Venus, aplicados con un «tratamiento suave y cremoso, fundente», que contrasta con los grises oscuros y el negro de la seda o satén sobre la que ella reposa, y con el marrón de la pared detrás de su cara.
Velázquez es capaz de conseguir profundidad gracias a la composición. Coloca objetos y cuerpos unos detrás de otros: las diferentes sábanas, cuerpo de la Venus, el espejo, Cupido, la cortina en diagonal, y la pared del fondo, hacen que tengamos la idea de una estancia muy profunda.

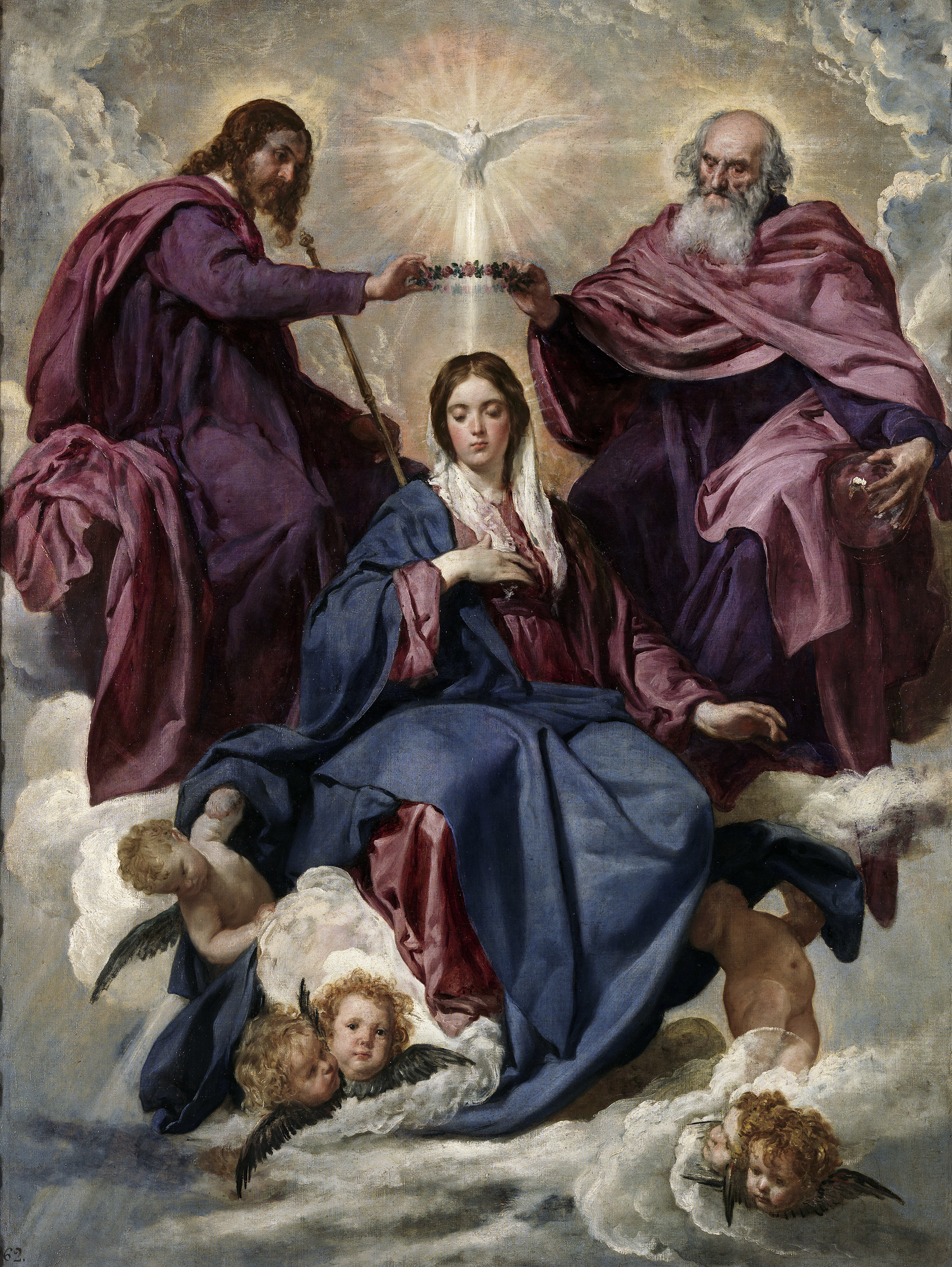
Coronación de la Virgen, de Velázquez, h. 1641-42. Se ha sugerido que el modelo usado aquí era el mismo que en la Venus.

Aunque se piensa, en general, que la obra se pintó del natural, la identidad de la modelo es objeto de especulación como ocurre, por ejemplo, con la Maja desnuda de Goya. En la España de la época era admisible que los artistas emplearan modelos desnudos masculinos para estudios; sin embargo, el uso de modelos de desnudo femeninos era algo mal visto. Se cree que la pintura se ejecutó durante una de las visitas de Velázquez a Roma, y Prater ha señalado que en Roma el artista «llevó verdaderamente una vida de considerable libertad personal que resultaría coherente con la idea de usar un modelo femenino desnudo». Se han propuesto diversas identidades para la modelo. Se pensó en la pintora italiana Lavinia Triunfi, que habría posado para Velázquez en Roma. También se ha lanzado la hipótesis de que la pintura represente a una amante de Velázquez que se sabe que tuvo estando en Italia, de la que se supone que tuvo un hijo; Diversos documentos prueban la existencia de un hijo ilegítimo. Se ha aludido a que el modelo es el mismo que en la Coronación de la Virgen y Las Hilanderas, ambas en el Museo del Prado, y otras obras.
Tanto la figura de Venus como la de Cupido resultaron significativamente alteradas durante el proceso de pintura, y como resultado aparecen las correcciones del artista respecto a los contornos que inicialmente pintó. Los «arrepentimientos» pueden verse en el brazo alzado de Venus, que estaba al principio en una posición más alta; en la posición de su hombro izquierdo, y en su cabeza, que tenía un perfil más acusado, mostrando un poco de la nariz. Los rayos infrarrojos revelan que Venus estaba originalmente más incorporada con su cabeza vuelta hacia la izquierda. Los contornos del espejo y el dorso de Cupido también están alterados. Una zona en la parte izquierda de la pintura, que se extiende desde el pie izquierdo de Venus hasta la pierna y pie izquierdo de Cupido, queda aparentemente indefinida, pero este rasgo se ve en otras de las grandes obras de Velázquez y probablemente era deliberado.

### Fuentes

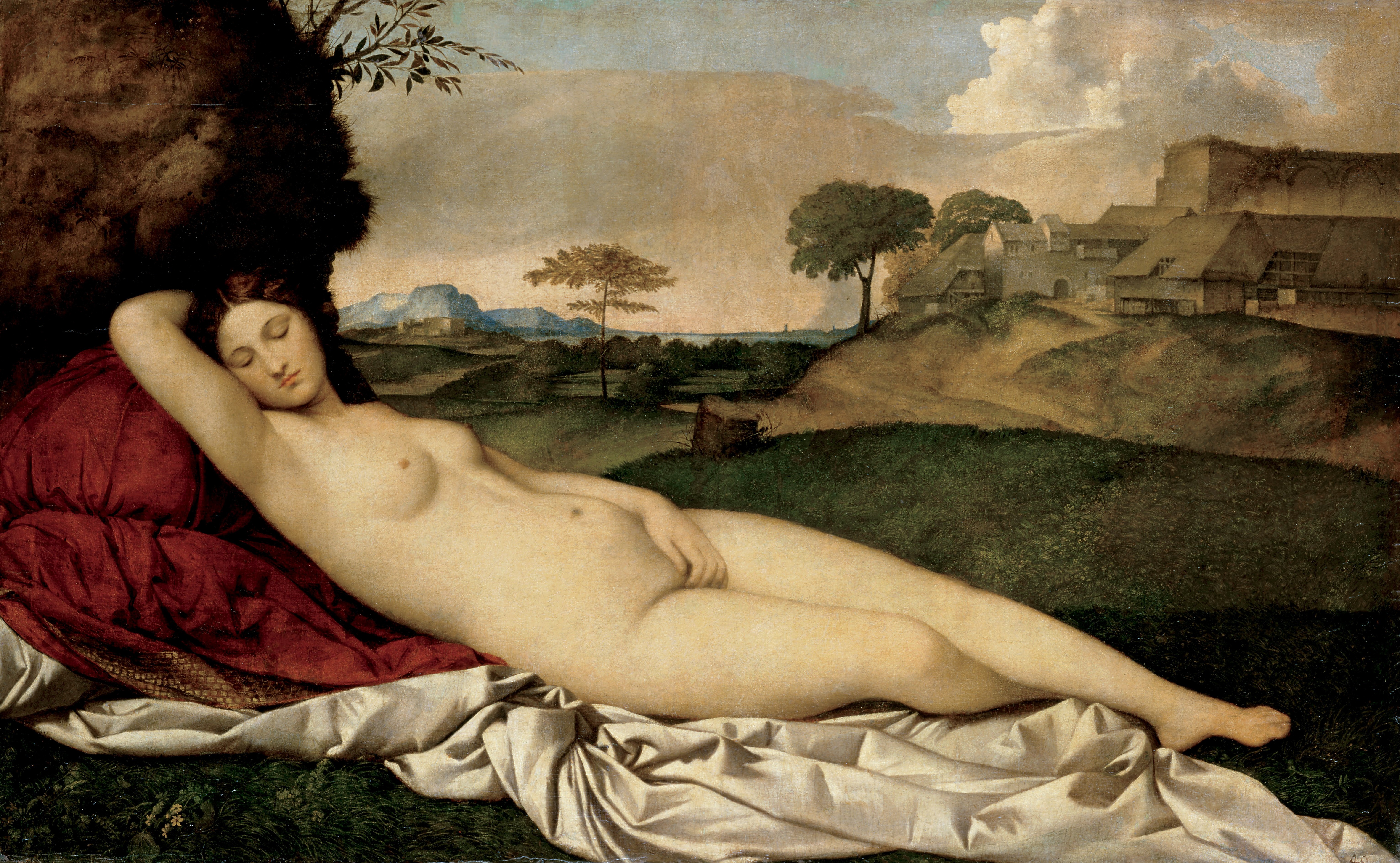
Giorgione, Venus dormida, h. 1510. Giorgione muestra a Venus durmiendo sobre finas telas en una ambientación exterior con un paisaje suntuoso. Como la Venus de Velázquez, la de Giorgione es, en contra de la tradición, morena.

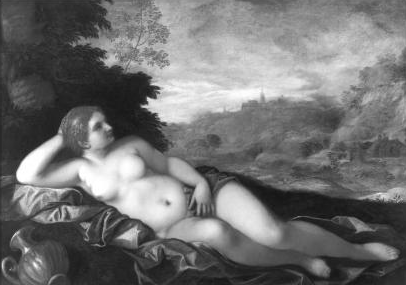
Desnudo reclinado en un paisaje. Esta pintura del de la escuela veneciana fue emparejada con la Venus del espejo en la colección Haro, y quizá ya antes.

## Desnudos en la España delsigloXVII
La Venus del espejo es uno de los primeros desnudos integrales de la pintura española, ejemplo único en la pintura española hasta ese momento y el único que queda ejecutado por Velázquez. Sin embargo, están documentados otros tres desnudos del artista en los inventarios españoles del siglo XVII. Dos se mencionan en la colección real, pero pudieron perderse en el fuego de 1734 que destruyó el Real Alcázar de Madrid. Otro más se documentó en la colección de Domingo Guerra Coronel. Estos documentos mencionan «una Venus reclinada», Venus y Adonis y el tercero Cupido y Psique.

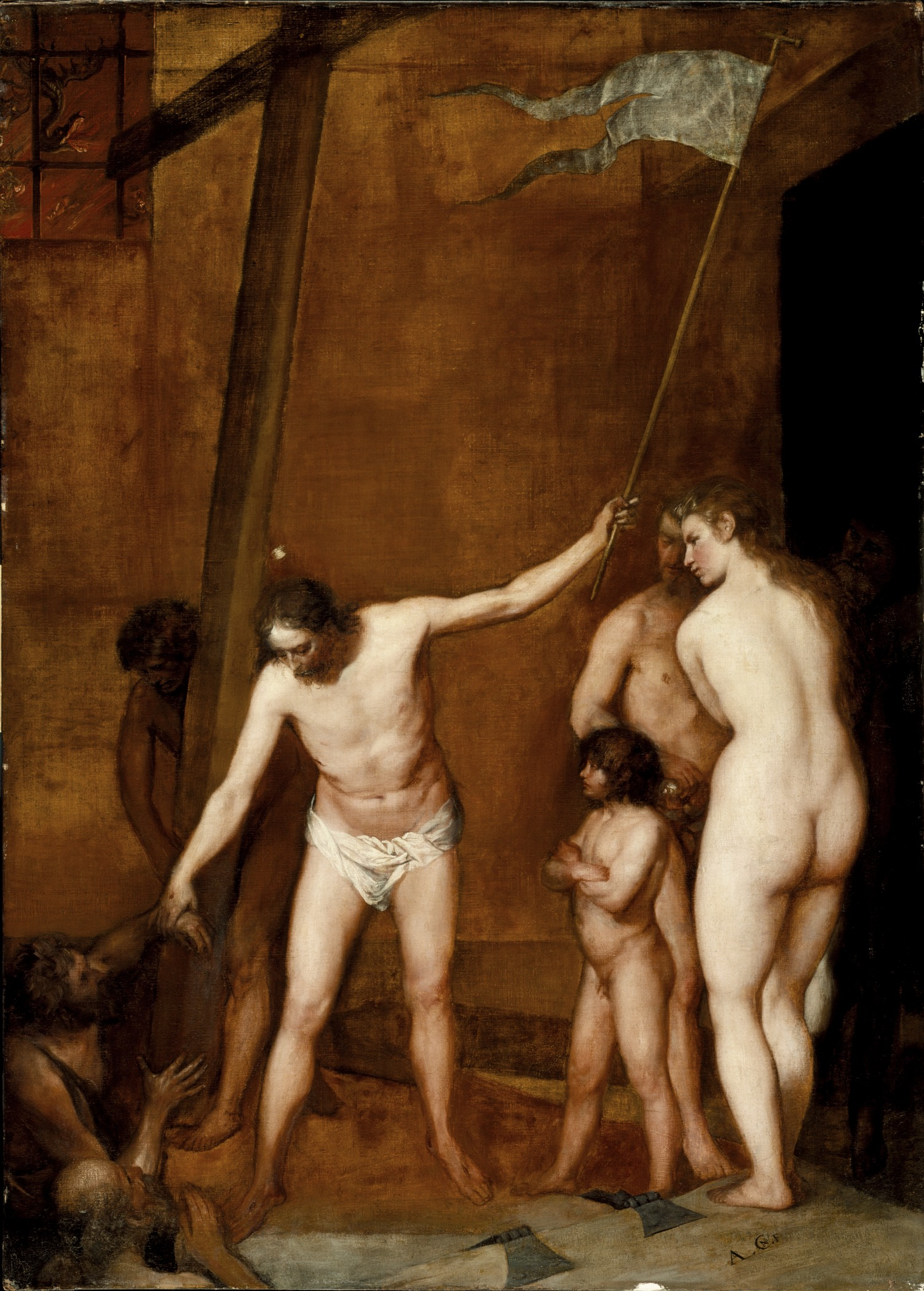
Alonso Cano: Descenso al Limbo, hacia 1646-1652, óleo sobre lienzo, 169 x 120 cm. Los Ángeles, County Museum. En la Eva, desnuda y de espaldas, Cano parece haberse inspirado en las clásicas Venus púdicas. Pintores españoles interesados en la representación del desnudo femenino en mayor o menor grado encontraban en las Evas, Magdalenas y otras santas un cauce para manifestar su dominio del arte.

El desnudo era muy inusual en el arte español del siglo XVII, siendo oficialmente desaconsejado. Tanto la pintura como la exposición en público de un desnudo lascivo, entendiendo por tal en términos generales el desnudo mitológico, se consideraban pecado mortal. Sin embargo, dentro de círculos intelectuales y aristocráticos, eran admitidos como objetos de artísticos, dejando de lado la cuestión de su moralidad, y no es raro encontrar desnudos y mitologías en los inventarios de las colecciones privadas. La colección real de los Austrias contenía desnudos mitológicos, realizados por Tiziano y otros artistas venecianos renacentistas. El patrón de Velázquez, el rey Felipe IV, amante del arte, poseía una serie de desnudos de Tiziano y de Rubens en su colección, y Velázquez, como pintor del rey, no tenía necesidad de tener miedo por pintar un desnudo.  Coleccionistas destacados, incluido el Rey, tendían a guardar los desnudos juntos en una sala relativamente privada; en el caso de Felipe «la habitación donde Su Majestad se retira después de comer», que contenía poesías de Tiziano que había heredado de Felipe II, y los Rubens que él mismo había encargado.  La Venus estaría en una habitación semejante cuando estuvo en las colecciones tanto de Haro como de Godoy.  La corte de Felipe IV «apreciaba [grandemente] la pintura en general, y los desnudos en particular, pero  ... al mismo tiempo, ejercía una presión sin parangón sobre los artistas para evitar la representación del cuerpo humano desnudo.»
La actitud española contemporánea hacia la pintura de desnudos era única en Europa. Aunque semejantes obras eran apreciadas por algunos aficionados e intelectuales dentro de España, eran en general tratadas con sospecha. Las mujeres de entonces lucían escotes bajos, pero según la historiadora del arte Zahira Veliz, «los códigos del decoro pictórico no permitirían fácilmente a una dama conocida ser representada de esta manera». Para los españoles del siglo XVII, el tema del desnudo en el arte estaba limitado por conceptos de moralidad, poder y estética. Esta actitud se refleja en la literatura del Siglo de Oro español, como en la obra teatral de Lope de Vega La quinta de Florencia, que presenta a un aristócrata que comete un rapto después de ver a una figura ligera de ropa en una pintura mitológica de Miguel Ángel.

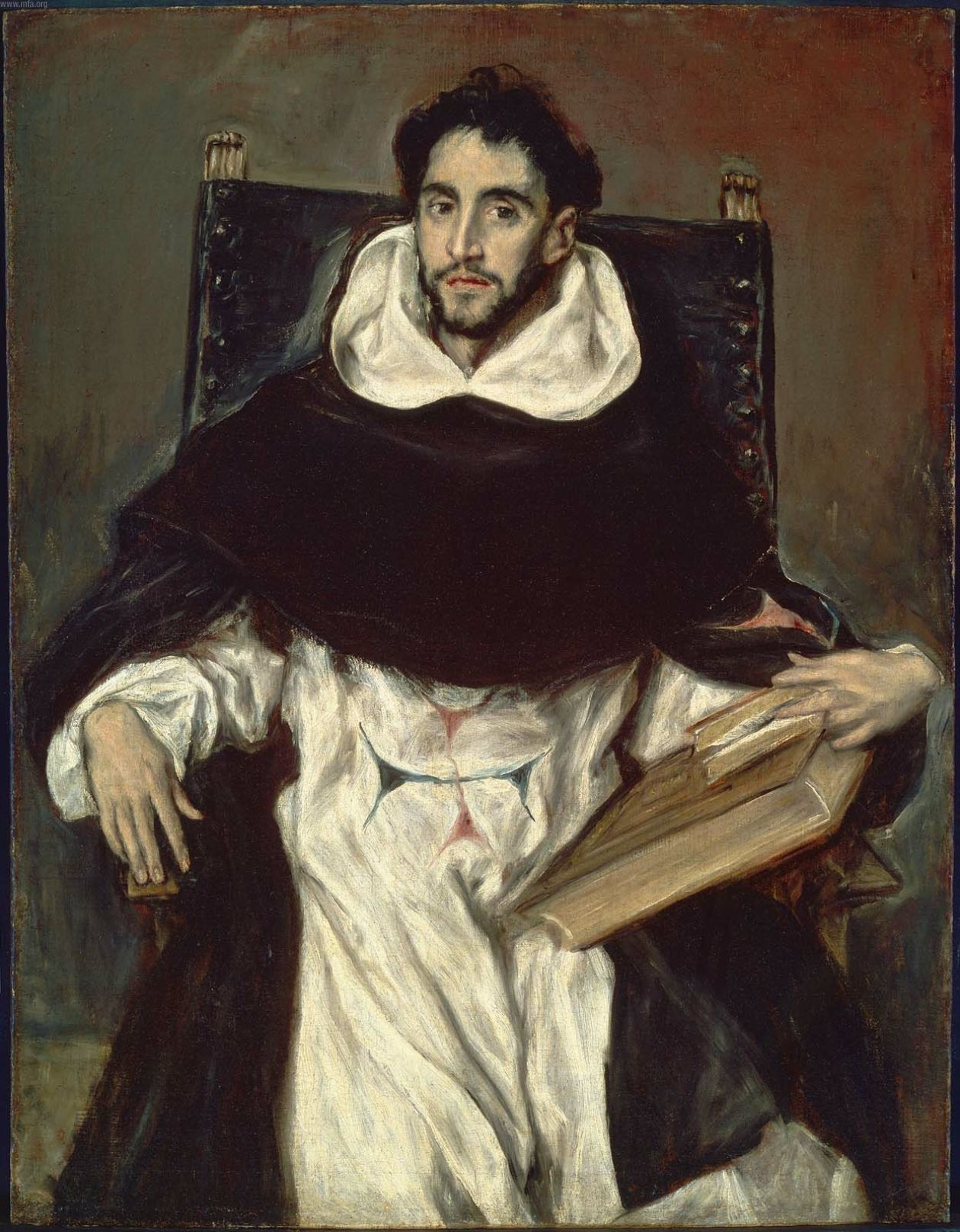
El Greco: Retrato ejecutado en 1609 de Fray Hortensio Félix Paravicino. Paravicino pretendió la destrucción de todas las pinturas de desnudo.

En 1632, un panfleto anónimo, atribuido al portugués Francisco de Braganza, se publicó con el título de «Copia de los pareceres de los ilustres catedráticos de las universidades de Salamanca y Alcalá de Henares, acerca de si es pecado mortal hacer pinturas deshonestas, y exhibirlas».  La corte podía ejercer una presión en sentido contrario, y una pieza del famoso poeta y predicador Fray Hortensio Félix Paravicino, que proponía que se destruyeran todas las pinturas de desnudo, y que se escribió para ser incluido en el panfleto, nunca se publicó.  Paravicino era un conocedor de pintura, y por lo tanto creía en su poder: «las mejores pinturas son la más grande amenaza: quemad las mejores de ellas».  Braganza simplemente argüía que semejantes obras debían mantenerse aparte del gran público, lo que era de hecho la práctica común en España.
En contraste, el arte francés de la época a menudo representaba mujeres con escotes muy bajos y apretados corsés; sin embargo, la aparente destrucción por la familia real francesa de pinturas famosas de Leda y el cisne de Leonardo y Miguel Ángel, así como la mutilación de la composición de Correggio, muestran que el desnudo podía ser también controvertido en Francia.  En el norte de Europa se veía aceptable representar desnudos artísticamente cubiertos. Entre los ejemplos está la Minerva Victrix de Rubens, de 1622–25, que muestra a María de Médici con el pecho sin cubrir, y El duque y la duquesa de Buckingham como Venus y Adonis, de Anton van Dyck (1620).

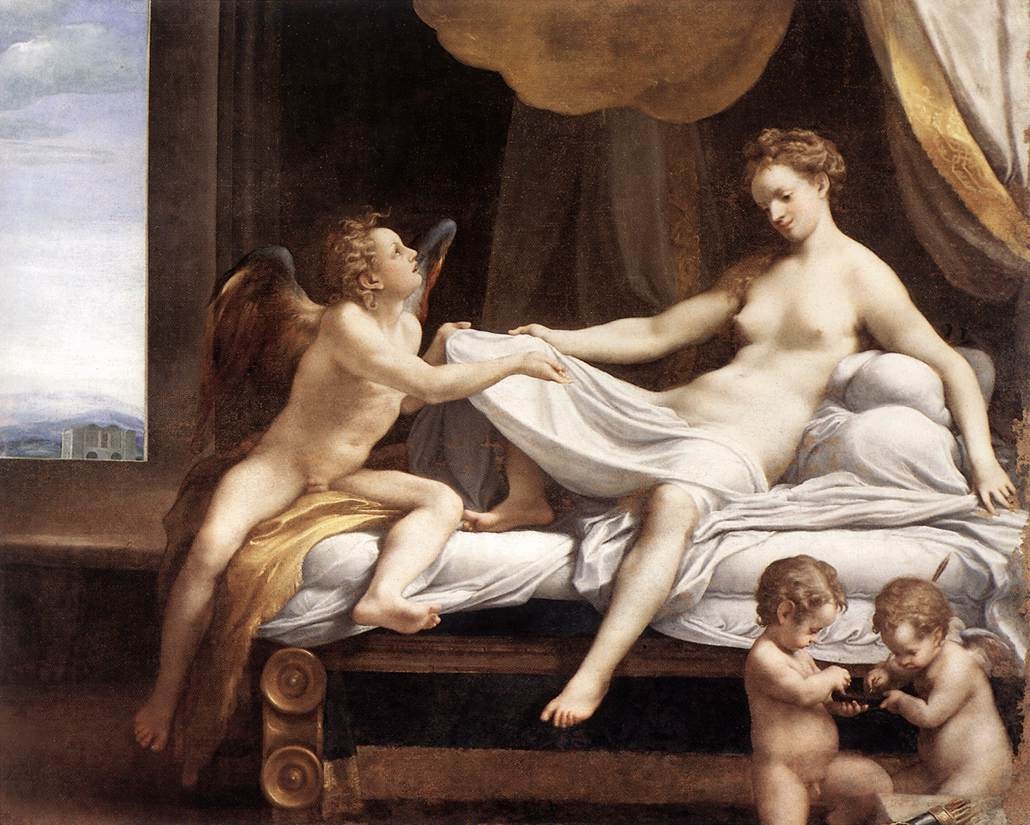
Correggio: Dánae, 1531, es un temprano ejemplo de Cupido representado atendiendo a una mujer recostada sobre una cama. En esta pintura, sin embargo, la mujer es mortal, aunque Correggio aún prefería el retrato de una figura mitológica. El cuadro perteneció a Felipe II y fue copiado por Eugenio Cajés antes de salir de España.

Más que falta de desnudos en el arte español, lo que no hay son desnudos femeninos, porque masculinos sí los hay, y ello era así, a juicio de Calvo Serraller, porque mientras el desnudo masculino expresaba mejor una visión ideal, el femenino se asociaba más a la carnalidad. Según Zahira Veliz en el arte español del siglo XVII, incluso en la representación de sibilas, ninfas y diosas, la forma femenina estaba siempre castamente cubierta. Mal conocida la pintura de desnudo en España, algunos historiadores afirman que ninguna pintura de los años 1630 o 1640, sea de género, retrato o pintura de historia, muestra a una mujer española con sus pechos expuestos; incluso los brazos rara vez se muestran descubiertos. Pero pintores españoles, como Juan Bautista Maíno, Alonso Cano o José Antolínez, encontraron en las figuras de Eva y de algunas santas y mártires, como la Magdalena, cauce para mostrar su aptitud en el tema. En 1997, el historiador del arte Peter Cherry sugirió que Velázquez pretendía superar la exigencia contemporánea de modestia mediante la representación de Venus de espaldas.  Incluso a mediados del siglo XVIII, un artista inglés que hizo un dibujo de la Venus cuando estaba en la colección de los Duques de Alba destacó que estaba «sin colgar, debido al tema».
Otra actitud totalmente distinta sobre el mismo tema es la que mostró Morritt cuando escribió a Sir Walter Scott hablándole de su «bella pintura de la espalda de Venus» que colgó sobre la chimenea, de manera que «las damas puedan apartar la vista del suelo sin dificultad y los aficionados lanzar una mirada sin dar la mencionada parte posterior a la concurrencia».

## Legado
En parte debido a que se le ignoró hasta mediados del siglo XIX, Velázquez no encontró seguidores y no fue ampliamente imitado. En particular, las innovaciones visuales y estructurales de este retrato de Venus no fueron desarrolladas por otros artistas hasta recientemente, en gran parte debido a la censura de la obra. El cuadro permaneció en una serie de salas privadas en colecciones particulares hasta que se mostró en 1857 en la Exposición de Tesoros Artísticos de Mánchester, junto con otras 25 pinturas atribuidas a Velázquez; allí fue donde empezó a ser conocida como la Rokeby Venus. No parece que haya sido copiada por otros artistas, grabadores o reproducida de algún modo distinto, hasta esta época.  En 1890 fue expuesta en la Royal Academy de Londres, y en 1905 en Agnews, la galería de los marchantes que la habían comprado a Morritt.  Desde 1906 fue claramente visible en la National Gallery y se convirtió en muy conocida internacionalmente a través de reproducciones.  La influencia general de la obra fue por lo tanto largamente retrasada, aunque artistas individuales habrían podido verla ocasionalmente a lo largo de su historia.

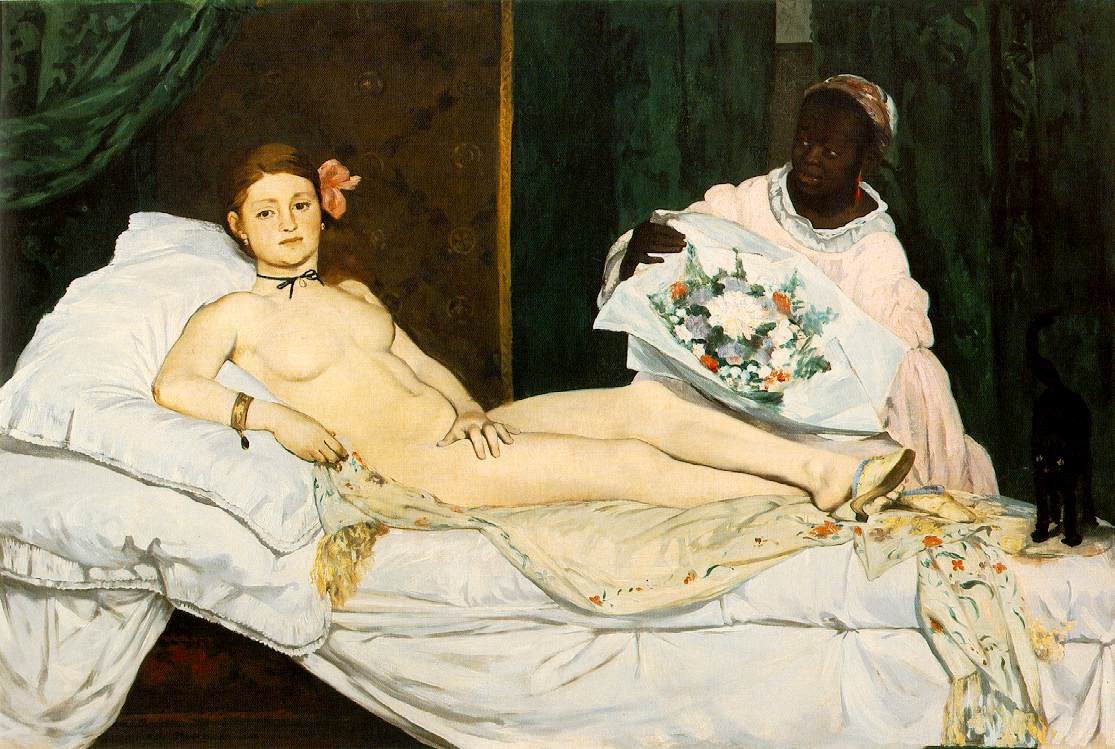
Édouard Manet: Olympia, 1865. Manet estaba muy influido por las pinturas de Velázquez, y en Olympia una especie de parafraseo del erotismo y la franqueza del sujeto muestra claramente la herencia de la Venus del espejo.

El retrato de Velázquez representa un momento de privacidad y un alejamiento dramático de las representaciones clásicas de sueño e intimidad que se encuentran en obras de la Antigüedad y en la escuela veneciana cuando retratan a Venus. Sin embargo, la simplicidad con la que Velázquez muestra el desnudo femenino, sin joyas o algún otro accesorio de los usuales en la diosa, encontró su réplica en estudios de desnudo posteriores obra de Ingres, Manet, y Baudry, entre otros. Además, la representación de Velázquez de Venus como un desnudo tumbado visto desde atrás era una rareza para su época, aunque la pose se pintase por muchos artistas posteriores. Manet, en su crudo retrato femenino Olympia, parafraseó la Venus del espejo en su pose y al sugerir la persona de una mujer real más que una diosa etérea. Olympia chocó al mundo artístico parisino cuando se expuso por vez primera en 1865.  Olympia mira directamente hacia afuera, al espectador, como hace la Venus de Velázquez, sólo que a través del reflejo en el espejo.
El pintor peruano Herman Braun-Vega hizo varias referencias a la Venus del espejo en su obra. En 1987, realizó una parodia titulada Don Alfredo ou la Venus dans la chambre rouge (Vélasquez), en la que presenta con humor a su amigo, el escritor Alfredo Bryce Echenique, parcialmente oculto por persianas, mirando a la Venus con gran interés. En su cuadro Después del baño... (Velázquez, Rembrandt, Picasso), pintado en 2000, la Venus se convierte en la alegoría de una España que se vuelve hacia Europa, simbolizada por la Betsabé de Rembrandt, y da la espalda a América Latina, simbolizada por los desnudos latinoamericanos del primer plano. Braun-Vega también citó a Venus del espejo en 2009 en el cuadro Monet à Etretat, mer calme (Monet y Velázquez).